# Stokesia laevis
Stokesia es un género monotípico de plantas fanerógamas de la familia de las asteráceas. Su única especie: Stokesia laevis, es originaria de Estados Unidos.

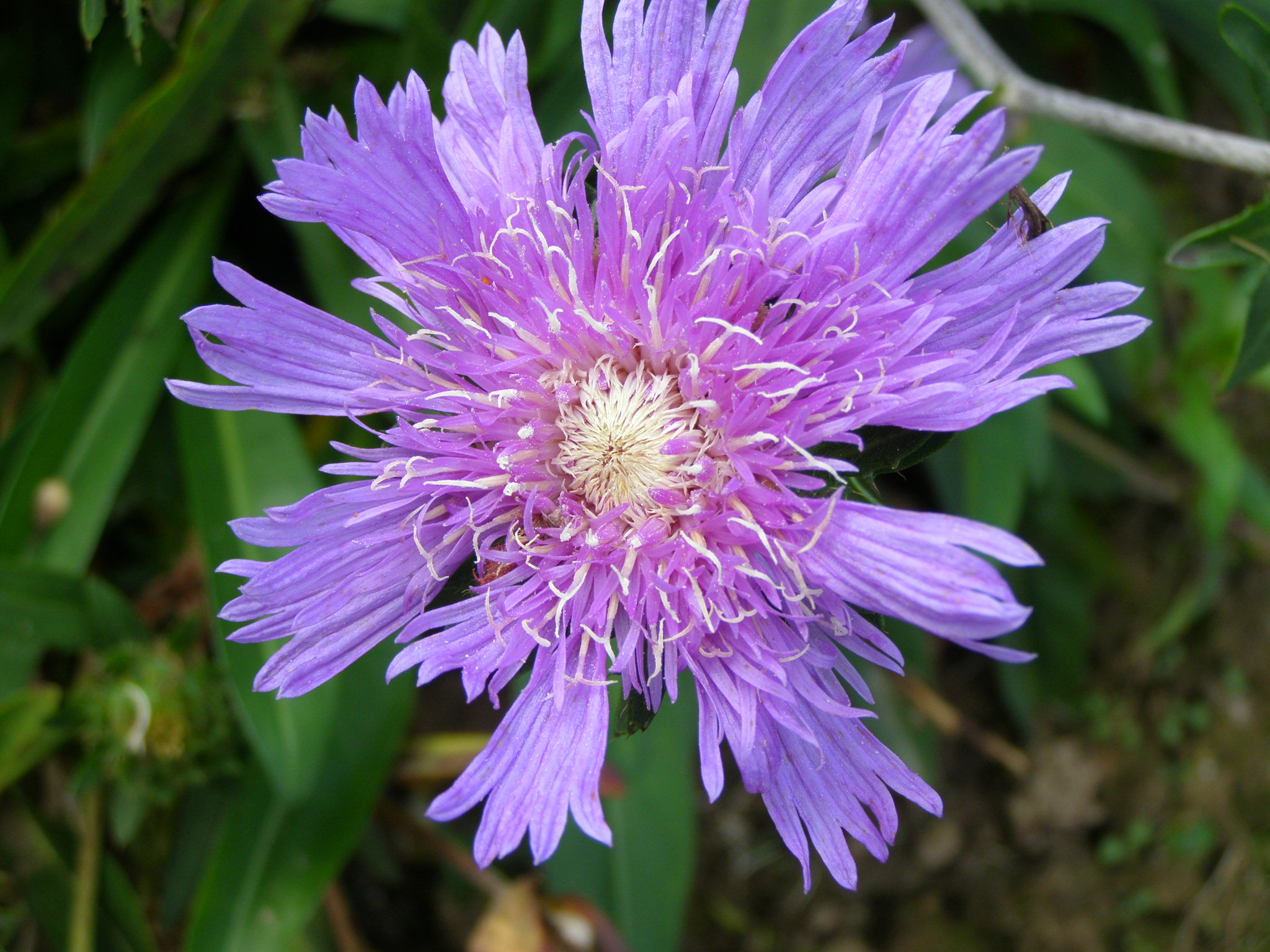
Inflorescencia

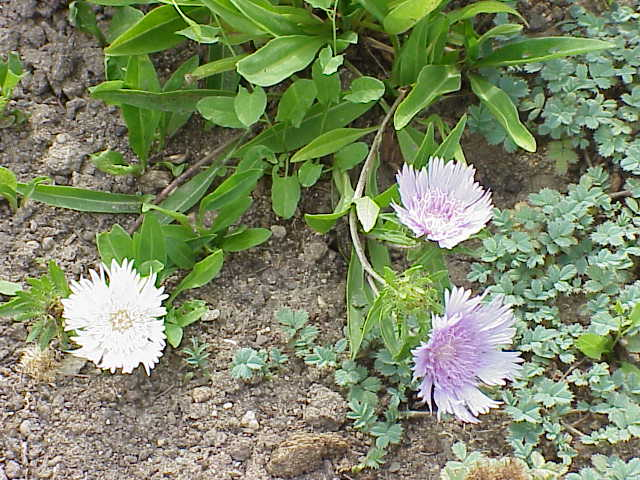
Vista de la planta

## Descripción
Es una planta perenne, que alcanza un tamaño de 2-5 dm +; quizás rizomatosa. Las hojas basales y caulinares, pecioladas, ovadas a lanceoladas o lanceoladas lineales; las distales ± sésiles, hojas ovadas o lanceoladas o elípticas a lance lineal, márgenes enteros o espinoso-dentados, todas con ápices redondeados y con resinas glandulosas. Las capitulescencias solitarias o en corimbos. Los involucros ± hemisférico, de 25-45 mm de diámetro. Las corolas generalmente de color azul a azul violáceo (rara vez blanco o lila), los tubos más largos que las gargantas de embudo. Vilano caduco, de 4-5 escamas. Tiene un número de cromosomas de x = 7.

## Taxonomía
Stokesia laevis fue descrita por (Hill) Greene y publicado en Erythea 1(1): 3. 1893.
Etimología
Stokesia: nombre genérico nombrado en honor de Jonathan S. Stokes, 1755–1831, médico y botánico inglés.
Sinonimia
- Cartesia centauroides Cass.
- Carthamus cyaneus Banks ex Steud.
- Carthamus laevis Hill
- Stokesia cyanea L'Hér.[4]